# Museo del Resurgimiento (Brescia)
El Museo del Resurgimiento (Museo del Risorgimento, en italiano) es un museo ubicado dentro del castillo de Brescia. Por la rica variedad de materiales que contiene, es considerado uno de los museos nacionales italianos más importantes y significativos del Resurgimiento.

## Historia
El museo se originó a partir de un núcleo de artefactos que datan de la unificación italiana que fueron recolectados en Brescia y sus alrededores para la exposición general italiana de Turín en 1884. Fue establecido oficialmente en 1887, pero no mantuvo una ubicación permanente hasta 1959, cuando fue trasladado a un edificio de finales del siglo XVI llamado Grande Miglio y originalmente utilizado como almacén de grano.
Completamente renovado a principios del siglo XXI, fue reabierto al público en octubre de 2005. También alberga numerosas exposiciones temporales relacionadas con la unificación de Italia.
En agosto de 2020 se presentó el proyecto concebido por el municipio para remodelar y renovar el museo, modernizándolo con varios puestos de realidad aumentada y digitalizada. El proyecto forma parte del marco más amplio de medidas destinadas a mejorar el patrimonio cultural de la ciudad, en vista de su candidatura para ser la capital Italiana de la cultura 2023 junto con Bérgamo.

## Exposiciones
En el interior del museo se conserva una colección de artefactos y documentos de un período histórico que cubre desde 1789, año de inicio de la Revolución francesa, hasta 1870, con objetos de la toma de Roma. También hay objetos del tiempo en que la Brescia estuvo bajo el dominio de la república de Venecia, la expedición de los Mil, las guerras de independencia italianas (centrándose principalmente en los diez días de Brescia, el levantamiento popular de la población de Brescia contra la ocupación austríaca que tuvo ocurrió desde el 23 de marzo al 1 de abril de 1849), hasta la república de Brescia. También destaca la colección de reliquias relacionadas con el período en que la ciudad perteneció al reino lombardo-véneto, así como los hallazgos relacionados con el político y patriota de Brescia Giuseppe Zanardelli.
La colección del museo está formada por banderas, armas, monedas, medallas, pinturas, cerámicas, esculturas, cartas, avisos, transcripciones de proclamas y grabados recuperados de legados, donaciones y compras de diversas colecciones privadas, entre las que destacan los lienzos de Francesco Filippini y Faustino Joli sobre los diez días de Brescia y los retratos de símbolos del período del Resurgimiento.
La exposición de los hallazgos va acompañada de una precisa explicación del contexto histórico al que se refieren las reliquias, con especial atención al vínculo de estos hechos con Brescia y sus alrededores. Sobre todo, el museo se ocupa de algunos hechos en profundidad relacionados con la batalla de Solferino, que tuvo lugar no lejos de la ciudad. Este enfrentamiento armado inspiró a Henry Dunant a fundar la Cruz Roja Internacional. También se involucró a Brescia desde un punto de vista humanitario, con la hospitalización en la ciudad de muchos soldados heridos en la batalla. De gran importancia, además de la colección de reliquias, es la colección artística de pinturas y esculturas.